# Cobalt Silver Kings
Cobalt Silver Kings  je bil profesionalni hokejski klub iz Cobalta. Deloval je od 1906 do 1911, vidneje v sezoni 1910, otvoritveni sezoni lige NHA, predhodnici današnje lige NHL. Klub si je lastil direktor rudnika iz Renfrewa Ambrose O'Brien.

## Zgodovina
Klub je bil ustanovljen leta 1906 v ligi Timiskaming Professional Hockey League (TPHL), zgodnji profesionalni hokejski ligi. Leta 1909 je klub kot prvak lige TPHL osvojil pokal O'Brien Trophy. 
Leta 1909 je klub postal član lige National Hockey Association (NHA) skupaj s še enim TPHL klubom Haileybury Comets, FAHL kluboma Renfrew Creamery Kings in Les Canadiens in klubom Montreal Wanderers. Ligo je ustanovil Ambrose O'Brien, da bi konkuriral ligi Canadian Hockey Association (CHA), ki je bila ustanovljena istočasno. O'Brien je prav tako želel ustanoviti ligo, da bi njegov Renfrew lahko osvojil Stanleyjev pokal. CHA je kmalu razpadla in dve njeni moštvi, Ottawa in Shamrocks, sta se pridružili ligi NHA. 
Po otvoritveni sezoni se je klub vrnil v ligo TPHL, njegovo mesto v NHA je prevzelo moštvo Quebec Bulldogs, predhodno član lige CHA.
Cobalt Silver Kings so igrali v dvorani s kapaciteto 3.500 obiskovalcev.

## Vidnejši igralci
- Ed Decarie -  1906/07
- Howard McNamara - 1909/10
- Bruce Ridpath -  1906/07, 1908/09

Sprejeti v Hokejski hram slavnih lige NHL
- Newsy Lalonde - 1906/07
- Hugh Lehman -  1906/07
- George McNamara - 1906/07
- Didier Pitre -  1906/07
- Art Ross - 1908/09